# 安昌公主
安昌公主（?—?），中国南北朝梁元帝萧绎之女。
萧绎女安昌公主嫁给了梁朝秘书郎徐彻，生徐文远。554年，西魏攻克梁元帝的都城江陵，梁朝的宗室贵族包括安昌公主被俘虏到西魏的都城长安。后来，西魏被北周取代，安昌公主于长安家贫无以自给。唐代徐有功即其曾孫。

## 传记资料
- 《旧唐书 徐文远传》